# Bewonerscommissie

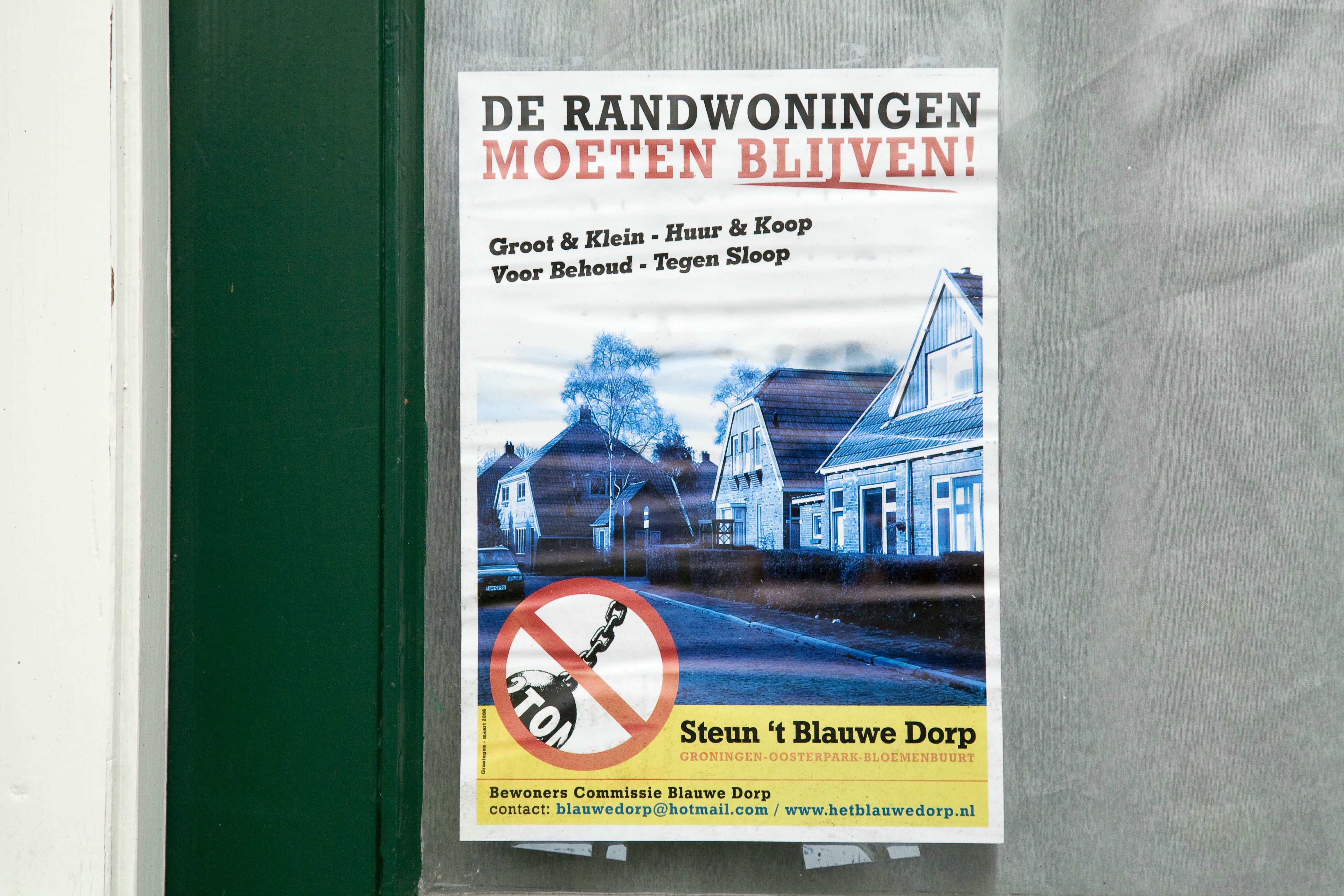
Poster van de bewonerscommissie 't Blauwe Dorp (Bloemenbuurt - Het Blauwe Dorp)

Een bewonerscommissie, ook wel bewonersvereniging of huurdersvereniging, is een groep huurders die de belangen behartigt van alle huurders in een of meer dicht bij elkaar gelegen woningcomplexen. Meestal zijn dat de woningcomplexen van één verhuurder.

## Samenstelling
Bewonerscommissies zijn meestal samengesteld uit vrijwilligers. Vaak is er sprake van gewone leden en een dagelijks bestuur (voorzitter, secretaris, penningmeester). De meest actieve leden van bewonerscommissies zijn veelal senioren. Hun opleidingsniveau loopt zeer sterk uiteen, evenals hun ambities en capaciteiten.

## Organisatie
Bewonerscommissies verschillen sterk in doelstellingen en taakverdeling. De doelen van bewonerscommissies – zeker de doelen die werkelijk bereikt worden – worden niet uitsluitend maar wel sterk bepaald door de ambities en capaciteiten van de leden. Bewonerscommissies zijn vaak verenigd in een grotere huurdersorganisatie, vaak per verhuurder. Deze grotere organisaties hebben vaak de juridische vorm van een vereniging. Deze worden vaak een huurderskoepel genoemd. In grote steden bestaan soms ook huurdersorganisaties per wijk of stadsdeel, waarin dus bewonerscommissies uit meerdere woningcorporaties vertegenwoordigd zijn. Waar beide grotere organisaties van bewonerscommissies voorkomen, kan men spreken van een zogenaamde matrixorganisatie.

## Doelen en activiteiten
Commissies formuleren hun belangrijkste doelen zelden expliciet. Op de website van een van de koepelorganisaties staat als doelstelling van een bewonerscommissie vermeld: “veilig, gezond en comfortabel wonen voor alle bewoners, tegen een redelijke en betaalbare prijs”. Veelal kunnen de doelen van een bewonerscommissie slechts worden afgeleid uit hun activiteiten. Er zijn bewonerscommissies die zich beperken tot het verwisselen van de lampjes in trapportalen, het organiseren van een jaarlijkse barbecue en er zijn er die hun medebewoners ondersteunen op het gebied van de huur, de WOZ-taxaties, stedelijke vernieuwingsprojecten enzovoorts. Mede afhankelijk van de ambities van een bewonerscommissie speelt overleg een meer of minder belangrijke rol: met de verhuurder (vaak een woningcorporatie) en de medebewoners op de eerste plaats natuurlijk.
Verder met een eventuele koepelorganisatie van bewonerscommissies, en met instellingen of ambtelijke diensten in de buurt of wijk. Er kan dan sprake zijn van participatie. Om in dergelijke overlegsituaties een constructieve rol te kunnen spelen, moet veel, en soms zeer veel tijd geïnvesteerd worden: om zich goed en veelzijdig te informeren, om de medebewoners schriftelijk en mondeling te informeren en te raadplegen en vergaderingen op diverse niveaus bij te wonen en ook zelf te organiseren. In de besturen van bewonerscommissies zijn dan ook zelden mensen te vinden die nog midden in het arbeidsproces staan.
Sommige grotere bewonerscommissies hebben hun eigen website om de bekendheid te vergroten en het overleg te vergemakkelijken. Er zijn wettelijke regels voor overleg tussen huurders en verhuurders. De belangrijkste wettelijke basis voor het werk van een bewonerscommissie wordt gevormd door het Besluit beheer sociale-huursector (BBSH) en de Overlegwet. In een groot artikel in Het Parool haalde Annemiek Verbeek aan dat de verplichtingen voor de corporaties om bij renovatie naar de bewoners te luisteren, erg vaag omschreven zijn. Sinds 1 januari 2009 zorgen enkele aanpassingen in de Overlegwet echter voor aanzienlijk meer rechten voor bewonerscommissies op informatie en advies. Tal van bewonerscommissies moeten hier nog sterk aan wennen.
De 'zin' van een bewonerscommissie wordt uiteindelijk het meest duidelijk uit de echt behaalde doelstellingen.

## Motivatie
Het vrijwillige karakter van bewonerscommissies heeft nogal eens tot gevolg dat de ambities inzakken, wanneer over een wat langere periode de situatie in en rond het woningcomplex op orde is. Pas wanneer er zich dan iets heel bijzonders voordoet of de onderhoudstoestand ver genoeg is afgezakt, dringt soms het besef door dat een actieve bewonerscommissie onontbeerlijk is.
Verbeek wees er in Het Parool op dat bewoners en bewonerscommissies soms zelfs passief blijven wanneer er al plannen voor renovatie of vernieuwing in de maak zijn. Vooral bij projecten voor zogenaamde stedelijke vernieuwing is een heel lange adem nodig om als bewonerscommissie iets te bereiken. De houding van de verhuurder en een eventuele huurderskoepel heeft ook veel invloed op het ontstaan en het functioneren van bewonerscommissies.

## Kennis en deskundigheid
Voor de belangrijkste functies van een bewonerscommissie – communiceren, invloed uitoefenen – zijn schriftelijke en mondelinge uitdrukkingsvaardigheid onmisbaar.
Afhankelijk van ambities en capaciteiten spelen enquêtes een rol bij het vergroten van de kennis over de vele facetten van de eigen woningcomplexen. Dit is een belangrijk instrument voor het vergroten van de representativiteit van wensen en uitspraken van een bewonerscommissie. Hiervoor kunnen soms studenten van een nabije hogeschool of universiteit ingeschakeld worden. Vooral ook kennis van de rechten van huurders en bewonerscommissies is van groot belang.
Een bewonerscommissie zal slechts hoogst zelden stedelijke vernieuwingsprocessen meemaken, laat staan daartoe het initiatief nemen. Stedelijke vernieuwing komt dan ook vaak heel onverwachts op hun agenda en dan is een bewonerscommissie nogal eens te laat om haar deskundigheid op het vereiste niveau te brengen.
De verkoop van appartementen vormt vaak een complicerende factor omdat een bewonerscommissie dan intensief te maken krijgt met een vereniging van eigenaren (VVE). Hier, maar ook bij kwesties rond huren en woz-taxaties blijkt dat deskundigheid cruciaal is voor het werk van een actieve bewonerscommissie. De Nederlandse Woonbond en sommige zeer grote huurdersorganisaties spelen een belangrijke rol in de deskundigheidsbevordering voor die commissies die daarin geïnteresseerd zijn.

## Taakverdeling
Vaak is er sprake van een voorzitter, een secretaris en een penningmeester, maar soms zijn een of meer van die rollen in één persoon verenigd. Dit kan samenhangen met het beperkte aantal vrijwilligers, maar ook met de motivatie, beschikbare tijd en/of capaciteiten van de leden. Soms zijn die rollen duidelijk, soms vaag en informeel. Er zijn bewonerscommissies die uit slechts één persoon bestaan. Afhankelijk van de situatie en de grootte van het woningcomplex zijn er soms wel meer dan tien vrijwilligers voor allerlei hand-en-spandiensten bij betrokken. De doelmatigheid en de effectiviteit kunnen in het algemeen dan ook amper goed beoordeeld worden. Nadrukkelijke pogingen tot protocollering van het werk van bewonerscommissies versterken vooral de kans op een vroegtijdig einde van de commissie.

## Erkenning, faciliteiten en vergoeding
Voor het werk hebben de meeste bewonerscommissies slechts de beschikking over de eigen huiskamer en (steeds vaker) hun eigen computersysteem. Voor de verzending van eigen nieuwsbrieven onder de medebewoners kunnen zij soms een beroep doen op de verhuurder. Voor vergaderingen met bewoners moet meestal ergens een zaaltje geleend of gehuurd worden. De inkomsten bestaan uit een vergoeding van redelijk geachte onkosten door de verhuurder, soms aangevuld met vrijwillige bijdragen en een schouderklopje van medehuurders. De verhuurder zal een bewonerscommissie pas erkennen en dus ook faciliteiten verstrekken, indien de bewonerscommissie aannemelijk heeft gemaakt dat zij representatief is of spreekt voor alle huurders in dat woningcomplex. Formeel moet een bewonerscommissie uit ten minste drie personen bestaan die op enigerlei wijze de rollen van voorzitter, penningmeester en secretaris vervullen. Woningcorporaties verschillen overigens behoorlijk in de striktheid waarmee zij dergelijke toelatingseisen aan huurdersvertegenwoordigingen stellen. Hoe dan ook vergt het dus bij de leden van de commissie enig vermogen tot objectiviteit, tot onpartijdigheid, met name wanneer zij voor de rechten van hun mede-huurders op komen. Rosalie Smit vatte drie kenmerken van bewonerscommissies samen als belangrijke voorwaarden voor het realiseren van een ´goed´ participatieproces: deskundigheid, representativiteit en vertrouwen.
Kritiek op bewonerscommissies komt vooral van bestuurders en gaat meestal over:
- gebrek aan representativiteit: “De leden van bewonerscommissies spreken niet namens alle bewoners maar alleen namens zichzelf. Zij ontkennen de nuances.”
- dat ze alleen bestaan uit witte gepensioneerden.

Een bewonerscommissie kan haar rol echter alleen goed spelen ("wat moet"...) indien en voor zover aan alle noodzakelijke voorwaarden voldaan is. De paragrafen hierboven bevatten daarvoor hopelijk voldoende aanwijzingen. En daar hebben bewonerscommissies en zeker bestuurders een grote verantwoordelijkheid in.

## Rol van bewonerscommissies
Bewonerscommissies zitten op buurtniveau in principe midden tussen bewoners en midden tussen bewoners en verhuurders (vooral woningcorporaties). Quasi-autonome processen als het toenemend aantal zorgwekkende zorgmijders en stadsvernieuwingsurgenten kunnen doen denken dat bewonerscommissies een rol spelen in zogenaamde Lokale ZorgNetwerken (LZN), waarbij bemoeizorg opnieuw in de aandacht is. Van woningcorporaties wordt in diverse publicaties meer initiatief verwacht om probleemsituaties te voorkomen. Toch spelen bewonerscommissies op dit gebied geen rol van betekenis, enkele uitzonderingen daargelaten. Diverse eerder in dit artikel genoemde factoren kunnen dit waarschijnlijk goed verklaren.